# Villel
Villel è un comune spagnolo di 331 abitanti situato nella comunità autonoma dell'Aragona.